# Partido do Bem-Estar Animal
O Partido do Bem-Estar Animal (em inglês: Animal Welfare Party) é um partido político defensor do bem-estar animal do Reino Unido, formado em 2006, sob o nome Animals Count de Shaun Rutherford e do holandês Jasmijn de Boo. O nome atual foi adotado em 2013. O modelo para o partido é o seu homólogo holandês Partido pelos Animais, pelo qual De Boo concorreu nas eleições europeias de 2004. O partido é principalmente ativo em Londres e no País de Gales.

## Políticas e ideologias
O partido propõe, entre outras coisas, seguro de saúde geral para animais, na linha do Serviço Nacional de Saúde, o aumento dos chamados "corredores verdes", aumento penal por maus-tratos a animais e o fim do transporte de animais vivos.
Em 2014, a líder do partido Vanessa Hudson descreveu a filosofia central do partido como "anti-especista", considerando o movimento dos direitos dos animais como um movimento de justiça social, comparando-o com movimentos anteriores da história em campanha pelos direitos civis e pelos direitos das mulheres.

## Resultados Eleitorais

### Eleições legislativas
| Data | Líder(es)      | Cl.   | Votos | %           | +/-     | Deputados | +/-     | Status            | Refs.         |
| ---- | -------------- | ----- | ----- | ----------- | ------- | --------- | ------- | ----------------- | ------------- |
| 2010 | Jasmijn de Boo | 114.º | 149   | 0,0 / 100,0 |         | 0 / 650   |         | Extra-parlamentar | [ 11 ] [ 12 ] |
| 2015 | Vanessa Hudson | 54.º  | 736   | 0,0 / 100,0 | Estável | 0 / 650   | Estável | Extra-parlamentar | [ 13 ]        |
| 2017 | Vanessa Hudson | 31.º  | 955   | 0,0 / 100,0 | Estável | 0 / 650   | Estável | Extra-parlamentar |               |
| 2019 | Vanessa Hudson | 27.º  | 3 086 | 0,0 / 100,0 | Estável | 0 / 650   | Estável | Extra-parlamentar |               |

### Eleições europeias
| Data | Cl.  | Votos  | %           | +/-     | Deputados | +/-     |
| ---- | ---- | ------ | ----------- | ------- | --------- | ------- |
| 2009 | 26.º | 13 201 | 0,1 / 100,0 |         | 0 / 72    |         |
| 2014 | 23.º | 21 092 | 0,1 / 100,0 | Estável | 0 / 73    | Estável |
| 2019 | 20.º | 25 232 | 0,2 / 100,0 | 0,1     | 0 / 73    | Estável |